# Tõnu Trubetsky
Tõnu Trubetsky (né le 24 avril 1963 à Tallinn, Estonie), aussi connu sous le pseudonyme Tony Blackplait, est un  musicien estonien de punk rock/glam punk, un réalisateur de films et de vidéo musicales et un écrivain. Tõnu Trubetsky est un individualiste libertaire.

## Biographie

### Jeunesse
Tõnu Trubetsky est le fils aîné de Jaan Trubetsky, de descendance polonaise et ruthène et de sa mère estonienne Leili Rikk. En 1982 il reçoit son diplôme de théâtre de la 32e école secondaire de Tallinn puis il sert dans l'armée soviétique.

### Activités politiques
Trubetsky est membre d'Amnesty International depuis 1992 et de la Ligue anarchiste d'Estonie (M. A. L.) depuis 1995. Trubetsky est un ancien membre des Verts estoniens. Il a été candidat aux Élections législatives estoniennes de 2007 et aux Élections européennes de 2009 en Estonie. Le 5 août 2010, Trubetsky annonce qu'il a quitté  les Verts pour rejoindre le Parti du centre estonien.

## Filmographie

### Réalisateur
- 1998 : Millennium
- 2001 : Ma armastan Ameerikat
- 2004 : Sügis Ida-Euroopas
- 2006 : New York
- 2007 : Pirates of Destiny

### Acteur
- 1987 : Serenade de Rao Heidmets
- 1987 : The Sweet Planet d'Aarne Ahi
- 1987 : War de Hardi Volmer et Riho Unt
- 1992 : Hysteria de Pekka Karjalainen
- 2004 : Moguchi de Toomas Griin et Jaak Eelmets
- 2008 : Punklaulupidu d'Erle Veber

## Discographie
- Vennaskond  
  - 16 albums avec Vennaskond
- Vürst Trubetsky & J.M.K.E.
  - Rotipüüdja (2000, MC, CD, Melodija/Kaljukotkas)

- The Flowers of Romance 
  - Sue Catwoman (2004, CDEP, MFM Records)
  - Sue Catwoman (2004, CD, The Flowers of Romance)
  - Paris (2006, CD, Līgo)